# Certificat d'aptitude
Pour les articles homonymes, voir Certificat d'aptitude (homonymie).
Le certificat d'aptitude (CA) est un diplôme national en France permettant d'enseigner dans les disciplines de la musique, de la danse et du théâtre dans un conservatoire à rayonnement régional (CRR), départemental (CRD), communal ou intercommunal (CRC), sous le contrôle du ministère de la Culture.
Ce diplôme peut être obtenu par la voie d'une formation diplômante, d'un examen sur épreuves ou par la validation des acquis de l'expérience. Le diplôme est inscrit de droit au répertoire national des certifications professionnelles (RNCP).

## Les domaines
Le Certificat d'aptitude est délivré dans quatre domaines de la culture :
- la musique, sous le nom de Certificat d'aptitude aux fonctions de professeur de musique[2].
- la danse, sous le nom de Certificat d'aptitude aux fonctions de professeur de danse.
- le théâtre, sous le nom de Certificat d'aptitude aux fonctions de professeur d'art dramatique[3].
- la direction d'établissement artistique, sous le nom de Certificat d'aptitude aux fonctions de directeur des conservatoires à rayonnement régional ou départemental.

## Condition d'accès
Les prérequis d'entrée en formation initiale conduisant au Certificat d'aptitude sont de justifier, selon le domaine d'étude, de l'obtention du diplôme national supérieur professionnel ou d'un parcours de formation d'une durée d'au moins trois ans. Le choix d'un ou de plusieurs de ces prérequis d'entrée en formation est défini par le règlement des études de l'établissement.
Il convient aussi d'attester par un certificat médical de la non-contre-indication à la pratique de la danse ou de comédien pour ses deux domaines d'études. Les candidats doivent en outre fournir un document attestant de leur niveau d'études d'enseignement général. Le directeur, après avis de l'équipe pédagogique, peut accorder, à titre dérogatoire et sur demande motivée du candidat, l'autorisation de se présenter au concours d'entrée pour les candidats n'ayant pas les diplômes cités ci-dessus. Les candidats admis non titulaires du baccalauréat bénéficient d'aménagements d'horaires leur permettant de suivre les cursus d'études conduisant à la délivrance de ce diplôme.

## Le diplôme
Le CA permet à ses titulaires de se présenter au concours externe de Professeur d'Enseignement Artistique, concours de la fonction publique territoriale (catégorie A) permettant d'enseigner dans les conservatoires publics de musique, de danse et d'art dramatique. Le DE ne permet quant à lui que l'accès au concours externe d'Assistant Spécialisé d'Enseignement Artistique (catégorie B).
Seul diplôme d'enseignement artistique jusqu'à la création du DE en 1990, le CA est aujourd'hui extrêmement difficile à obtenir. En effet, si le ministère de la Culture organisait auparavant des sessions d'examen pour présenter le diplôme en candidat libre (tous les 2 à 10 ans suivant les disciplines), celui-ci ne peut désormais s'obtenir que dans l'un des deux Conservatoires Nationaux Supérieurs français (Paris et Lyon). Les musiciens professionnels et enseignants artistiques n'ayant pas étudié dans l'un de ces conservatoires n'ont ainsi presque aucune chance d'obtenir le CA.
La restriction des modalités d'octroi de ce diplôme, déjà délivré avec parcimonie depuis sa création (80 % d'échec en moyenne), augmente la précarité du statut de musicien-enseignant en France, relativement au nombre d'années d'études (souvent 5 à 10 ans d'études à temps plein après le baccalauréat). Par ailleurs, les diplômes (DE ou CA) ne valent ni affectation ni nomination. Pour être engagé dans un établissement d'enseignement artistique en tant que professeur titulaire, il faut chercher et postuler soi-même, souvent dans plusieurs établissements en raison des morcellements de postes de plus en plus fréquents. Et pour être nommé titulaire, passer le concours externe (et/ou l'interne) afin d'être, en cas de réussite, inscrit sur une liste d'aptitude nationale valable 1 an et renouvelable 2 fois. Enfin, la collectivité territoriale (l'employeur) n'ayant aucune obligation de nommer titulaire un lauréat de concours externe ou interne, il est déjà arrivé que des lauréats perdent la validité temporaire de leur concours, ne soient plus inscrits sur la liste d'aptitude et doivent le représenter plusieurs années après. Contrairement à l'opinion généralement répandue, il n'existe pas de parité entre le traitement des enseignants de l’Éducation Nationale et celui des enseignants des conservatoires publics. Là où le professeur titulaire du CAPES est fonctionnaire de catégorie A et le professeur agrégé est de catégorie A+, le professeur artistique titulaire du DE est de catégorie B et le professeur artistique titulaire du CA est seulement de catégorie A.
Un rapport du Conseil Supérieur de la Fonction Publique Territoriale envisageait en 2018 une revalorisation des grilles indiciaires des enseignants artistiques, les rapprochant de celles de l’Éducation Nationale. Ce rapport n'a pas connu à ce jour de mise en application des propositions qu'il contient. La récente mise en place du principe de la VAE (validation des acquis de l'expérience) pour le CA devrait permettre de rétablir un accès moins draconien au concours externe de Professeur d'Enseignement Artistique. Les disciplines éligibles à la VAE ne sont cependant ouvertes qu'au compte-goutte auprès des CNSMD de Paris et de Lyon.

### Déroulement des études
En formation initiale, le cursus d'études est d'une durée variable selon les établissements, définie par le règlement des études. Relèvent du cursus d'enseignement supérieur et sont validés par le CA les quatre derniers semestres de ces formations, organisés selon les cas en lien avec des enseignements généraux conduisant au baccalauréat ou avec des enseignements universitaires pour les étudiants remplissant les conditions d'accès à l'université.
Les parcours de formation sont organisés en unités d'enseignement. Ces unités concernent l'interprétation, les apprentissages techniques et artistiques, les connaissances corporelles et théoriques, la culture générale ainsi que la préparation au métier. L'interprétation et les apprentissages techniques et artistiques doivent avoir une place prépondérante en termes de volume horaire dans le parcours de formation.
La formation comporte au moins une période de stage en milieu professionnel et des mises en situation professionnelle organisées par l'établissement. L'organisation, le suivi pédagogique et l'évaluation des stages en milieu professionnel sont placés sous la responsabilité de l'établissement d'enseignement supérieur. Ils font l'objet d'une convention entre l'étudiant, l'organisme d'accueil et l'établissement d'enseignement supérieur précisant les conditions d'accueil de l'étudiant dans l'organisme d'accueil ainsi que la durée, le calendrier et le descriptif des activités confiées à l'étudiant. Durant les stages en milieu professionnel, les étudiants restent sous la responsabilité du directeur de l'établissement d'enseignement supérieur. Les unités d'enseignement permettent l'obtention de crédits européens dont le nombre et les modalités d'attribution sont définis par le règlement des études. Il faut 120 crédits pour l'obtention du diplôme.

### Évaluation et délivrance du diplôme
Peuvent être habilités à délivrer le diplôme national les établissements publics nationaux, les établissements publics de coopération culturelle et les établissements de statut associatif, dans les conditions fixées ci-après.
Toutes les unités d'enseignement donnent lieu à une évaluation continue. L'évaluation continue porte sur l'évolution de l'étudiant, les travaux réalisés et sur les acquis des périodes de stage en milieu professionnel ou des mises en situation professionnelle. Elle se traduit, pour chaque unité d'enseignement, par une note de 0 à 20. Les notes sont attribuées par le directeur de l'établissement, sur proposition de l'équipe pédagogique. Les unités d'enseignement concernant l'interprétation et les apprentissages techniques et artistiques donnent également lieu à une évaluation terminale en fin de cursus. Les jurys des évaluations terminales attribuent une note de 0 à 20.
Les unités d'enseignement concernant les connaissances pratiques et théoriques qui sont acquises lorsque le candidat a obtenu au moins 10 sur 20 à l'évaluation continue. Les unités d'enseignement concernant l'interprétation et les apprentissages techniques et artistiques sont acquises lorsque le candidat a obtenu une note d'au moins 10 sur 20 à chaque unité, cette note étant la moyenne de la note d'évaluation continue et d'évaluation terminale.
Le diplôme national supérieur professionnel peut être délivré par la validation des acquis de l'expérience aux candidats qui justifient de compétences acquises dans l'exercice d'activités salariées, non salariées ou bénévoles, de façon continue ou non, en rapport direct avec le métier. La durée totale d'activité cumulée exigée est d'au moins deux années pouvant être justifiées par un minimum de 1 521 heures ou 129 cachets sur cette durée. Le directeur de l'établissement décide de la recevabilité des demandes de validation des acquis de l'expérience et notifie sa décision aux candidats.